# قضیه لوروت
در ریاضیات، قضیه لوروث (Lüroth's Theorem) (یا «قضیه لوروت»)، بیان می‌دارد: هر میدانی که بین دو میدان K و K(X) قرار داشته باشد، لزوماً توسط توسیعی از K تولید شده که آن توسیع از الحاق یک عضو K(X) بدست آمده است. این نتیجه را به یاد یاکوب لوروت نامگذاری کرده‌اند که اولین بار آن را در ۱۸۷۶ میلادی اثبات نمود.

## بیان قضیه
فرض کنید {\displaystyle K} یک میدان و {\displaystyle X} یک متغیر دلخواه و {\displaystyle L} میدانی در میان {\displaystyle K} و {\displaystyle K(X)} باشد. به زبان دیگر : {\displaystyle K\subseteq L\subseteq K(X)}. آنگاه یک تابع گویای {\displaystyle f(X)\in K(X)} وجود دارد که {\displaystyle L} را روی {\displaystyle K} تولید میکند یا به زبان دیگر : {\displaystyle L=K(f(X))}. این قضیه به دیگر سخن میگوید که هر توسیع میدانی {\displaystyle K} که زیر مجموعه {\displaystyle K(X)} باشد یک توسیع ساده است.
برای اثبات این قضیه روش های بسیاری وجود دارد از جمله روش هندسی که به وسیله نظریه خم های گویا این قضیه را اثبات میکنند. ولی روش های جبری هم هستند که در بیشتر آنها از لم گاوس برای اثبات بهره میبرند.